# 初恋 (宇多田ヒカルの曲)
「初恋」(はつこい)は、日本のシンガーソングライター宇多田ヒカルの楽曲。10作目の配信限定シングルおよびエピックレコードジャパン移籍第5弾として2018年5月30日に発売された。本楽曲は、宇多田の7thアルバム『初恋』の表題曲であり、TBS火曜ドラマ『花のち晴れ〜花男 Next Season〜』のイメージソングとして書き下ろされた。

## 背景と制作
2018年4月6日、宇多田ヒカルが、4月17日よりスタートするTBS火曜ドラマ『花のち晴れ〜花男 Next Season〜』のイメージソングを担当することが発表となった。同時に、「初恋」が5月30日に配信リリースされることも明かされた。宇多田ヒカルによる『花より男子』シリーズのタイアップは2007年放送のTBS系金曜ドラマ『花より男子2(リターンズ)』イメージソング「Flavor Of Life -Ballad Version-」以来、11年ぶり二度目となる。
本楽曲は、7thアルバム『初恋』の表題曲にもなっている。タイトルの由来に関して、本作が完成した際、アルバムタイトルを考えている最中に「『初恋』で良いんじゃないか？」と考え付いたことから、本作と同名のタイトルの決定に繋がったと言う。活動再開後に発表された「花束を君に」や「真夏の通り雨」といった楽曲が、かつての(宇多田の)イメージとは反対に「とりわけ日本語を大事した曲」として多くのリスナーに受け取ってもらえたことから、「自分の中でも象徴的なタイトルになった」と語っている。
宇多田は制作の際に、ドラマのイメージソングということでまず原作を読んだとのことであり、「高校生の恋愛を描いた所謂学園ものですが、扱っているテーマは普遍的なものであり、年齢や性別を問わず、誰もが社会や他者と交わる中で感じるであろう、環境に順応しようとしながらも頭と心に生じる摩擦や、自分の本質と向き合う登場人物たちの姿に私の音楽の主題と重なる部分もたくさんあって、自然と楽曲制作を始めていました。」と語っており、「かねてより好きだった神尾葉子さんの作品と再び関われたご縁をとても嬉しく思います」ともコメントしている。

### レコーディング
本楽曲のエンジニアであるスティーヴ・フィッツモーリス (Steve Fiztmaurice)によると、「初恋」は、レコーディングの段階で生ドラムを入れてみたがうまくいかず、結局デモと同じようにドラムは無しにしたという。この時、スティーブは1週間前に、サム・スミスのライブ用のストリングス・パートをサイモン・ヘイル (Simon Hale)と一緒に録音した際にティンパニーを使っており、その流れで、「初恋」でもティンパニーを試してみようということになった。やってみると非常にマッチしたということで、実際に楽曲に取り入れることになったという。ティンパニーの演奏はジョディ・バージェス (Jodi Burgess)が行った。なお、「初恋」のストリングスアレンジは、ほとんど宇多田のデモ通りだった。本作ではギターも用いられている。宇多田はレコーディングの際、ギタリストのベン・パーカー (Ben Parker)に、「ギターっぽくないように」「ハープっぽく」という指示を出していた。宇多田曰く、本作のレコーディングで一番手間がかかったのはギターだったという。そのギターと宇多田のヴォーカルの録音は、小森雅仁が行った。また、ピアノは、後に宇多田のツアーにも参加するヴィンセント・テレッレ (Vincent Taurelle)が演奏している。

## 音楽性と歌詞
「初恋」は、ドラムやベースといったリズム楽器が一切入っておらず、基本的にボーカル、ピアノ、ストリングスで構成されている。サビの三連符を軸とした譜割りも特徴的。また、この曲には（歌声の入らない）間奏がなく、川谷絵音はこれについて、宇多田の歌声とメロディの畳み掛けがヒットの要因となっていると分析した。
批評家/ライターのimdkmは自著「リズムから考えるJ-POP史」で本楽曲に言及。活動再開後の宇多田の歌詞では五七/七五調が以前により意識的に用いられているとしたうえで、本楽曲「初恋」では、「詞が持つこうした七五調の音韻律に対する譜割りのリズムの緊張が最大に達している」と指摘する。そして2番のサビ〈 うるさいほどに高鳴る胸が ～ 私に知らせる これが初恋と 〉を例に挙げ、この4行では「7・7/7・7/7・7/8・8」の律が守られているといい、また「そのメロディはこうした律を覆い隠すように一音一音伸縮させている。」と指摘している。
作詞家のいしわたり淳治は、この曲の歌詞について、その一説<もしも あなたに出会わずにいたら 誰かにいつかこんな気持ちに させられたとは思えない>を挙げ、「一回聞いただけで意味が分かるけれど、あまり聞いたことがない表現」「このような『どれくらい好き？』の答えとして、とても秀逸なキラーフレーズが連打されている」と分析。また、「初恋」は、「（宇多田が）日本語の面白さに気付いてから書いた歌詞だと思う」とコメントした。「初恋」の歌詞について、宇多田はインタビューで「恋の始まりとも終わりともとれるように書いています。初恋というのは、それを自覚した瞬間から、それ以前の自分の終わりでもあるので。」と語っている。ロッキング・オンの高橋智樹は、本楽曲の歌詞について「『柄にもなく』、『竦む足』といった語感や、その後に登場する《もしもあなたに出会わずにいたら／誰かにいつかこんな気持ちに／させられたとは思えない》といった散文調の表現は、どこかポップスのリリックの定石から逸脱したものにも映る。」と指摘し、「ポップスとしてのギリギリの抽象性すらも排し、『音楽家・宇多田ヒカル』というひとりの人間の生き様に厳然とフォーカスを合わせている。」と語った。

## リリースとプロモーション
5月30日、「初恋」がリリースされ、iTunes Store、mora、レコチョクで音源が配信された。配信限定シングルとしては「Play A Love Song」から僅か約1ヶ月でのリリースとなる。同時に、「初恋」のミュージックビデオの配信もiTunes Storeで開始された。YouTubeでは、ミュージックビデオの129秒のショートバージョンが公開された。
アルバム『初恋』リリース日の6月27日には、MUSIC ON! TVにて特別番組「M-ON! 20th Anniversary×宇多田ヒカル『初恋』MUSIC VIDEO DOCUMENT」が放送され、「初恋」のMVの制作過程に密着したドキュメンタリー映像がオンエアされた。また宇多田は、アルバム『初恋』リリース前後に2度にわたってテレビに出演し、本楽曲を披露した。ただし、いずれも生出演ではなく収録された映像が放送された。2018年6月30日にNHK『SONGSスペシャル 宇多田ヒカル』に出演した際には、本楽曲を、歌詞に関して元日本版WIRED編集長・若林恵と対談した後に披露した。7月14日にはTBS『音楽の日』に出演。中居正広との対談後に本楽曲を歌唱した。

### ライブでの披露
宇多田ヒカルの12年ぶりの国内ツアー「Hikaru Utada Laughter in the Dark Tour 2018」の16曲目、「First Love」の後に歌唱した。ライブ・バージョンでは、終盤〈正しいのかなんて本当は 誰も知らない〉の直後に、約10秒間の静寂が挟まれ、大きな話題となった。

## 評価
「初恋」は、複数の同業者や批評家から肯定的な評価を得た。前述の川谷絵音は、音階が4種類だけのサビが延々と繰り返されることや、反復される「I need you」という歌詞などを挙げ、「シンプルなものがかっこよくなるのが、宇多田ヒカルのすごみ」とコメント。「宇多田ヒカルというアーティストは天才以外の何物でもない、そう再確認した1曲」と付け加えた。音楽プロデューサーの蔦谷好位置も同じく「初恋」の「音のシンプルさ」を指摘し、「これで勝負できるアーティストの厚みがすごい」とコメントした。前述のいしわたり淳治は、関ジャムの「2018・年間ベスト10」にて、3位で「初恋」を紹介。「昨年を振り返ったとき真っ先に思いついた曲」「最近の彼女の歌は力を抜いて、たくましく前を向いている。そして真正面から日本語と向き合う覚悟や心意気のようなものを感じる」と評価した。
上述の高橋は、本楽曲について、「宇多田ヒカルが『日本のポップミュージックシーンを牽引してきた第一人者』として培ってきた音楽的テクスチャーというカラフルな武装を脱ぎ捨て、『初恋＝最後の恋』という命題に真っ向から対峙した結果、戦慄必至の美しさと哀しさを備えた名曲が生まれるに至った」と評価した。
ハフポストの若田悠希はReal Soundにて、上述のいしわたり淳治と同じく「初恋」のキラーフレーズをいくつか指摘。この曲について、「この人だというたったひとりの人と出会った時の衝撃とかけがえのなさ、そして恋を知って未知の世界へと踏み出す喜びや怯えを映し出している」と評価し、最後に「宇多田ヒカルの作詞家としての手腕は、さらに研ぎ澄まされている」とコメントした。
また本楽曲は、第33回日本ゴールドディスク大賞にて、「ベスト5ソング・バイ・ダウンロード」を受賞した

### チャート成績
「初恋」は、初動3日間で7.1万DLを売上げ、オリコンが公表する6月11日付での「週間デジタルシングルランキング」で1位を獲得。「Billboard Japan Hot 100」では最高位2位を記録した。2週目も2.8万DLを積み上げ、6月18日付の「週間デジタルシングルランキング」で、2週連続1位を達成した。また、「オリコン年間デジタルランキング」と「Billboard Japan Download Songs」の両方で17位をマーク。2018年の年間チャートでは、宇多田ヒカルのシングルとしては「あなた」に次ぐ成績となった。また「初恋」は、2019年1月に日本レコード協会によってプラチナ認定(25万DL)され、これで復帰後の宇多田ヒカルの楽曲で4作目のプラチナ認定作品となった。

## ミュージックビデオ
「真夏の通り雨」のミュージックビデオも手掛けた柘植泰人が監督を務めた今作には、宇多田ヒカル自身も出演している。
宇多田から柘植にオファーを出した。宇多田自身の出演は柘植からの提案だったという。ミュージックビデオの収録は、アルバム『初恋』の制作の終盤に差し掛かっていた忙しい時期で、宇多田は「監督に任せる形」でその制作に関わった。なお、宇多田と柘植が実際に会うのは今回の撮影が初めて。

宇多田の歌唱シーンの撮影は、室内では一切の照明を立てず、外からの光を生かす形で行われた。宇多田の衣装は、「外に出られない状況に置かれている女の子」「無垢」のような印象が出るものにしたという。宇多田が出演するシーンの撮影の後に、「初恋」のミュージックビデオを構成するほかの要素である、様々な年代・性別のキャストや心象風景の撮影が行われた。マクロのシーンは、人間の感情の内側の動きを表現した。柘植はインタビューで、「何かに感情移入するようなビデオではなく、(初恋の)感情そのものが届くようなビデオ」にしたかったと語っている。また、「初恋」リリース時には次のようにコメントした。
「生きる喜びを知るとともに、苦しみを覚える。この曲を聴くと人間の宿命のようなものを感じざるを得ません。多くの人が二度と経験のできない初恋の前と後で、何かが決定的に変わったはずです。その境界で起こる感情の蠢きを、光と影、いくつかのモチーフで表現しました。」

## Netflixオリジナルドラマ
2020年12月3日、本楽曲「初恋」と「First Love」（1999）にインスパイアされたNetflixオリジナルドラマ『First Love 初恋』の製作が決定したことが発表された。ドラマは、2022年にNetflixにて全世界同時配信された。

## 収録曲
作詞・作曲・プロデュース：宇多田ヒカル
1. 初恋

## クレジット
- 宇多田ヒカル：Vocal・String Arrangement
- Steve Fitzmaurice：Recording
- 小森雅仁：Vocal Recording, Guitar Parts Recording
- Vincent Taurelle：Piano
- Ben Parker：Guitar
- Simon Hale：String Arrangement・Conductor
- Everton Nelson：Strings Leader
- Jodi Burgess：Timpani

## チャートと売上
| チャート (2018)                 | 最高 順位    | 出典         |              |
| 週間チャート                    | 週間チャート | 週間チャート | 週間チャート |
| ------------------------------- | ------------ | ------------ | ------------ |
| Billboard Japan Hot 100         | 2            | [ 2 ]        |              |
| Billboard Japan Download Songs  | 1            | [ 1 ]        |              |
| オリコン週間デジタル            | 1            | [ 27 ]       |              |
| Billboard Japan Streaming Songs | 57           | [ 28 ]       |              |
| 年間チャート                    |              |              |              |
| Billboard Japan Download Songs  | 17           | [ 4 ]        |              |
| オリコンデジタルシングル        | 17           | [ 3 ]        |              |

| 国/地域     | 認定     | ダウンロード数 | 出典   |
| ----------- | -------- | -------------- | ------ |
| 日本 (RIAJ) | プラチナ | 250,000        | [ 25 ] |